# Майкл Гемптон (Kidd Funkadelic)
Майкл Гемптон (англ. Michael Hampton) — американський фанк рок гітарист, композитор і музичний керівник. Він є членом Зали слави рок-н-ролу, куди був прийнятий у 1997 році разом з п'ятнадцятьма іншими членами музичного колективу змінних музикантів Parliament-Funkadelic.

## Біографія
Майкл Гемптон народився 15 листопада 1956 в Клівленді. 
У 10 років йому подарували гітару і він почав навчатися грі на гітарі, спочатку самостійно, а пізніше брав уроки в джазового гітариста. 
Найбільше на нього вплинули Джимі Хендрікс, Б. Б. Кінг, Альберт Кінг, Вес Монтгомері (англ. Jimi Hendrix, B.B. King, Albert King, Wes Montgomery).
Свою професійну кар'єру розпочав, коли його, як сімнадцятирічного гітарного вундеркінда, залучив гурт Funkadelic, якому знадобився головний гітарист після того, як перший гітарист Едді Хейзел (англ. Eddie Hazel) покинув гурт. Гемптон вразив Джорджа Клінтона (англ. George Clinton) з Funkadelic, виконавши ноту за нотою десятихвилинне соло Хейзела «Maggot Brain».
у 1975 році Гемптон дебютував з альбомом гурту Let's Take It to the Stage, в якому домінує його гітара. Через свій юний вік Гемптон отримав прізвисько «Kidd Funkadelic». Гемптон став незмінною частиною Funkadelic, і він продовжував виконувати роль головного гітариста навіть під час спорадичних повернень Хейзела. Виконана Гемптоном композиція «Maggot Brain» була більш імпровізованою і стала його фірмовим концертним виконанням, композиція стала частиною концертів Parliament-Funkadelic. Бонусний диск до альбому One Nation Under a Groove (1978 рік), містив концертну версію пісні за участю Гемптона.
Одним із найвідоміших його виступів є гітарне соло в хітовому синглі «(Not Just) Knee Deep» гурту Funkadelic, 1979 року, а також перший трек альбому Never Buy Texas From A Cowboy гурту Brides of Funkenstein.
У 1981 році, через фінансові та юридичні труднощі, Джордж Клінтон був змушений розпустити музичний колектив Parliament-Funkadelic (скорочено P-Funk). 
Майкл Гемптон — мультиінструменталіст, оскільки також грає на барабанах, клавішних, і займається програмування синтезаторів.
Крім того, що він був основним учасником Parliament-Funkadelic, Гемптон грав і записувався в інших проектах. 
У 1994 році він взяв участь у створенні альбому Under the 6, гурту Slave Master.
У 1997 році Гемптон став членом Зали слави рок-н-ролу Parliament-Funkadelic.
У 1998 році він випустив свій перший сольний альбом під назвою Heavy Metal Funkason на японському лейблі P-Vine.
У 2015 році Гемптон розійшовся з гастрольним гуртом Parliament Funkadelic і працював над новими матеріалами, включаючи власний Kidd Funkadelic Band, а також співпрацював з іншими артистами різних жанрів.
У 2022 році Гемптон приєднався до Чака Тріса, щоб сформувати фанк/панк ф’южн-гурт Punkadelic. З Гемптоном (гітара) та Трісом (бас та барабани), Punkadelic виконували як оригінальну музику, так і кавери Funkadelic, у Філадельфії, Мехіко, та в прямому ефірі на радіо на WOCM Ocean 98 в Оушен-Сіті. 
У 2023 році Punkadelic випустив два сингли та оригінальний вініловий диск під назвою Collective Consciousness.